# Consolidación democrática
La consolidación democrática es el proceso mediante el cual madura una nueva democracia, de tal manera que es poco probable que vuelva al autoritarismo sin un choque externo, y se considera el único sistema de gobierno disponible dentro de un país. Este es el caso cuando: ningún grupo político significativo intenta seriamente derrocar al régimen democrático, el sistema democrático es considerado como la forma más apropiada de gobernar por la gran mayoría de la población y todos los actores políticos están acostumbrados al hecho de que los conflictos están ocurriendo. resuelto mediante normas políticas y constitucionales establecidas. La noción de consolidación democrática es cuestionada porque no está claro que haya algo sustantivo que les ocurra a las nuevas democracias que asegure su continuidad, más allá de aquellos factores que simplemente hacen que sea 'más probable' que continúen como democracias. Muchos académicos han intentado explicar los factores responsables de la consolidación de las democracias, lo que ha llevado al surgimiento de diferentes teorías de la consolidación en la literatura académica. Las democracias no consolidadas a menudo sufren de clientelismo y elecciones formalizadas pero intermitentes.

## Indicadores de consolidación
Una democracia se considera ampliamente consolidada cuando se cumplen varias o todas las siguientes condiciones. En primer lugar, debe haber una durabilidad o permanencia de la democracia en el tiempo, incluida (pero de ninguna manera limitada a) la adhesión a principios democráticos como el estado de derecho, poder judicial independiente, elecciones competitivas y justas y una sociedad civil desarrollada. Algunos teóricos creen que este proceso secundario de inculcar la democracia en las instituciones de gobierno es la forma en que se produce la consolidación. La democracia también debe ser aceptada por sus ciudadanos como la forma de gobierno, asegurando así la estabilidad y, nuevamente, minimizando el riesgo de volver a una aplicación o defensa de la estricta obediencia a la autoridad a expensas del régimen de libertad personal.

## Teorías de la consolidación

### Institucionalización
Algunos académicos piensan que el proceso por el cual una democracia se consolida implica la creación y mejora de instituciones secundarias de la democracia. La tesis de Linz y Stepan, por ejemplo, es que la democracia se consolida con la presencia de las instituciones que apoyan y rodean las elecciones. Se distinguen cinco condiciones que deben estar presentes en un estado, para que se consolide una democracia. Primero, es necesario que haya una sociedad civil, que Linz y Stepan describen como una arena política donde grupos, movimientos e individuos autoorganizados y relativamente autónomos intentan articular valores, crear asociaciones y solidaridades, y promover sus intereses. En segundo lugar, debe haber una sociedad política relativamente autónoma, que es el escenario en el que los actores políticos pueden competir entre sí por el derecho legítimo a gobernar. La tercera condición es que todos los actores en todo el territorio del Estado estén sujetos al Estado de derecho. En cuarto lugar, debe existir un sistema de burocracia estatal que esté listo para que lo utilice el gobierno democrático. Por último, debe haber una sociedad económica institucionalizada, por lo que Linz y Stepan quieren decir que las democracias consolidadas no pueden coexistir junto con una economía dirigida, ni junto con una economía de libre mercado pura. Entonces, para que las democracias se puedan consolidar, es necesario que exista un conjunto de normas económicas, instituciones y regulaciones que medien entre el estado y el mercado, según Linz y Stepan.

### Reglas informales
O'Donnell cree que la institucionalización de las reglas electorales no es el rasgo más interesante de la consolidación democrática. Él piensa que los académicos se centran demasiado en las instituciones formales como impulsores de la consolidación, mientras que las instituciones informales y las reglas de un estado a menudo se pasan por alto. Son las reglas y normas informales las que a menudo dan forma al comportamiento y las expectativas de todo tipo de actores políticos. Su enfoque consiste en comparar las reglas institucionales formales (por ejemplo, la constitución) con las prácticas informales de los actores, argumentando que en muchos países existe una "brecha" entre las dos. La consolidación en este punto de vista es cuando los actores de un sistema siguen (esto es, han institucionalizado informalmente) las reglas formales de la institución democrática.

### Cultura cívica
La cultura política está vinculada a la consolidación democrática. Los académicos Gabriel Almond y Sidney Verba, en The Civic Culture (1963), argumentaron que la participación pública en el gobierno y las actitudes hacia el gobierno fueron importantes en la transición y consolidación democráticas. Algunos académicos identifican la tolerancia política y la confianza en las instituciones como importantes para la consolidación democrática.

### Migración Laboral
Uno de los obstáculos sugeridos para la consolidación democrática es la fuga de cerebros en la que trabajadores altamente calificados de países en desarrollo migran a países de altos ingresos y ricos en capital. Esto deja a muchas democracias nuevas en el mundo en desarrollo con problemas en términos de gobernanza efectiva debido a la falta de profesionales altamente calificados.